# 納迪爾·曼努埃爾
納迪爾·曼努埃爾（1986年11月30日—）是一名安哥拉女子籃球運動員，曾代表國家參加2012年倫敦奧運的女子籃球比賽，結果獲得第12名，未能晉級下一輪。